# محافظة العيص
محافظة العيص محافظة سعودية تابعة لمنطقة المدينة المنورة وتصنف محافظةً من الفئة (ب). وتبلغ مساحتها التقريبية 28630 كيلومتراً معظمها مرتفعات جبلية وأودية ومجاري سيول تتميز بكثرة النخيل الذي ينتج من أجود التمور في المنطقة.

## الموقع
تقع محافظة العيص في شمال غرب الجزيرة العربية وتحديداً شمال غرب المدينة المنورة على بعد 250 كيلو متراً عن طريق تجارة قريش المتجهة إلى الشام -قديماً- والمسمى بطريق مأرب بتراء، ويحدها من الغرب مدينة أملج على بعد 100 كيلو متر، ومن الشمال مدينة العلا على بعد 190 كيلو متراً، ومن الجنوب الغربي مدينة ينبع على بعد 180 كيلو متراً ومن الشرق مدينة خيبر 100كم، وتتميز بموقعها الجغرافي من حيث كونها تقع عند ملتقى مجموعة من الطرق القديمة والحديثة.

## السكان
بلغ عدد سكان محافظة العيص (22,445) نسمة حسب تعداد السعودية 2022، عدد السعوديين (20,174) نسمة، وعدد غير السعوديين (2,271) نسمة.

## الجغرافيا
ترتفع عن سطح البحر حوالي 1200 متر، وهي حارة صيفاً باردة شتاءً.
طبيعة العيص: تحيط الجبال بالعيص من معظم جهاتها، وتتشابك فيها الجبال ذات السفوح المنحدرة مع عدد من الأودية التي تشكل روافد مهمة لوادي (العيص) أضم وتمثل هذه الأودية مساحات شاسعة من السهول التي تزرع بالقمح عند هطول الأمطار.
جبال العيص: ومن الجبال التي تضمها العيص جبال أبو الكثة، وجبل ترعة، وجبل الأجرد، وجبل هشام، وجبل السلع، وجبل المقنع، وجبل الراقب، وجبل حبيشي، وغيرها.
السهول: تلتقي السهول والرياض عند التقاء الأودية بالحرة، وبعضها تكون بالحرة نفسها، وهذه السهول والرياض تزرع بعد هطول الأمطار الشتوية، ومن هذه السهول والرياض سهول الشيحة، والحبانية، وسمر، والديسة، والقاع، والبرشمية، ورياض قعود، ورياض براد.
اودية العيص: تتخلل هذه الجبال عدة أودية مهمة منها وادي ترعة، ووادي عرفة، ووادي أرن، ووادي اللحيان، ووادي حجج، ووادي الحفير، ووادي الصفيحة، ووادي سل، ووادي الرماس، وغيرها.
المياه: توجد بالعيص «الحرة» وتعد الخزان المستديم للمياه للمنطقة، ويبلغ طولها من الشرق إلى الغرب حوالـي 60 كيلو متراً ومن الشمال إلى الجنوب حوالي 25 كيلومتراً.
البراكين: توجد منطقة براكين خامدة تعرف باسم الحليان مثل حلى المقراه.

## القرى التابعة
يتبع محافظة العِيْص إداريا قرى وهجر وهي:
- الفرع.
- القراصة.
- المربع.
- سليلة جهينة.
- سليلة عنزة.
- أميرة.
- المرامية.
- جراجر.
- قعرة الدومة.
- المثلث.
- البديع.
- العميد.
- هجرة هدمة.
- هجرة خذوة.
- ترعة.
- الفرعة.
- غرزة.

## الآثار التاريخية
تحتوي محافظة العيص على العديد من الآثار منها:
- قلعة الفرع: «قصر البنت» ويرجع تاريخها إلى 400 عام قبل الميلاد وتعبر عن الفن المعماري القديم.
- حميمة العين: وهي حصون قائمة على تل مرتفع كانت تستخدم للمراقبة والثكنات العسكرية.
- حميمة الحصين: وهي على بعد ثلاثة كيلومترات من حميمة العين، وكانت حصوناً للمراقبة، وبنيت بأحجار من الحرة المجاورة.
- حمية رن: وتقع على بعد خمسة كيلومترات من حميمة الحصين.
- بركة شعيب: ويرجع تاريخها لعهد الدولة العباسية وتجاورها مجموعة من البرك التي كان يحفظ بها الماء لسقيا الحجاج قديماً.
- سوق عورش: ويوجد في الحراضة، وهو سوق للحدادين والنحاسين في العصور القديمة.

## الدوائر الحكومية
- شرطة.
- بلدية.
- محكمة.
- كتابة عدل.
- مكتب التعليم.
- البريد السعودي.
- هيئة الأمر بالمعروف والنهي عن المنكر.
- شركة الكهرباء.
- مستشفى العام
- مركز صحي
- وزارة الزراعة
- الدفاع المدني
- جمعية البر الخيرية
- جمعية حفظ القران الكريم
- ادارة المرور

## فروع شركات الشحن
- أرامكس
- سمسا

## التعليم
يوجد العديد من المدارس للبنين و البنات من مرحلة الابتدائية الى مرحلة الثانوية  ايضا الكلية التقنية التابعة للمؤسسة العامة للتدريب التقني والمهني.